# Ricardo David Montes
Ricardo David Montes de Oca (* 22. September 2006) ist ein venezolanischer Leichtathlet, der sich auf den Stabhochsprung spezialisiert hat und aktuell Inhaber des Landesrekordes ist. 2025 wurde er in dieser Disziplin in Mar del Plata Südamerikameister im Freien sowie im Jahr zuvor in Cochabamba in der Halle.

## Sportliche Laufbahn
Erste Erfahrungen bei internationalen Meisterschaften sammelte Ricardo David Montes im Jahr 2021, als er bei den U18-Südamerikameisterschaften in Encarnación mit übersprungenen 4,60 m die Silbermedaille im Stabhochsprung gewann. Im Jahr darauf siegte er bei den Jugend-Südamerikaspielen in Rosario mit 5,06 m und sicherte sich im Weitsprung mit 7,02 m die Silbermedaille. Anschließend belegte er bei den Juegos Bolivarianos in Valledupar mit 5,00 m den vierten Platz. 2023 siegte er bei den U20-Südamerikameisterschaften in Bogotá mit neuem Meisterschaftsrekord von 5,20 m im Stabhochsprung und belegte im Weitsprung mit 6,93 m den siebten Platz. Zudem gelangte er mit der venezolanischen 4-mal-400-Meter-Staffel mit 3:27,60 min auf Rang sechs. Anschließend belegte er bei den Zentralamerika- und Karibikspielen in San Salvador mit 5,20 m den fünften Platz, ehe er bei den Südamerikameisterschaften in São Paulo mit 5,40 m die Bronzemedaille hinter dem Argentinier Germán Chiaraviglio und Dyander Pacho aus Ecuador gewann. Im September siegte er mit 5,10 m bei den U18-Ibero-Amerikanischen Meisterschaften in Trujillo und belegte im Weitsprung mit 6,75 m den fünften Platz. Im November gelangte er dann bei den Panamerikanischen Spielen in Santiago de Chile mit 5,10 m auf den zehnten Platz. Im Jahr darauf siegte er bei den Hallensüdamerikameisterschaften in Cochabamba mit einer Höhe von 5,20 m. Zudem belegte er im Weitsprung mit 6,64 m den siebten Platz. Im August brachte er bei den U20-Weltmeisterschaften in Lima im Finale keine Höhe zustande, ehe er bei den U23-Südamerikameisterschaften in Bucaramanga mit 5,10 m die Goldmedaille gewann. Zudem begann er im selben Jahr ein Studium an der High Point University in den Vereinigten Staaten. 2025 siegte er mit 5,40 m bei den Südamerikameisterschaften in Mar del Plata.
2023 wurde Montes venezolanischer Meister im Stabhochsprung.

## Persönliche Bestleistungen
- Stabhochsprung: 5,60 m, 7. Februar 2025 in Blacksburg (venezolanischer Rekord)
- Weitsprung: 7,41 m (+0,3 m/s), 27. November 2023 in Caracas